# Nikolaus Riggenbach
Nikolaus Riggenbach (ur. 21 maja 1817 w Guebwiller, zm. 25 lipca 1899 w Olten) szwajcarski inżynier, projektant systemu zębatek.
Projektant linii zębatej Vitznau-Rigi-Bahn, która była pierwszą linią zębatą w Europie.